# آبشار سولفید کریک
آبشار سولفید کریک (به انگلیسی: Sulphide Creek Falls) آبشاری است که در پارک ملی کسکیدز شمالی، ایالت واشینگتن واقع شده و ارتفاع کلی ریزشگاه آن ۲٬۱۸۲ فوت (۶۶۵ متر) است.